# История музыки
История музыки — отрасль музыковедения (наука и учебная дисциплина), изучающая музыку, в первую очередь европейскую, по эпохам, странам и школам. Музыка, как часть культуры, находится под влиянием всех остальных её аспектов, включая социально-экономическую организацию и опыт, климат, и доступ к технологиям. Эмоции и идеи, выражаемые в музыке, ситуации, в которых музыка исполняется и воспринимается, а также отношение к исполнителям и композиторам варьируются в зависимости от региона и эпохи.
Советская методологическая традиция (Ю. В. Келдыш) к истории музыки также относила музыкальную палеографию, систематизацию музыкальных форм в их историческом развитии и инструментоведение. В западной науке музыкальной палеографией занимаются филологи, форму изучают теоретики музыки, а инструменты (их конструкцию, исторические описания, акустический строй) изучают все музыковеды (историки, теоретики, музыковеды-фольклористы и др.) без исключения.

## Периодизация

### Доисторическая музыка
Предполагается, что появление современного человека произошло около 160 000 лет тому назад в Африке. Около 50 000 лет тому назад люди заселили все пригодные для жизни континенты. Поскольку все люди мира, включая наиболее изолированные племенные группы, обладают некоторыми формами музыки, историки пришли к выводу, что музыка должна была присутствовать у первых людей в Африке, до их расселения по планете. Предполагается, что после возникновения в Африке музыка существует по крайней мере 50 000 лет и постепенно превратилась в неотъемлемую часть человеческой жизни по всей планете.
Доисторической, или примитивной, принято обозначать устную музыкальную традицию. Современная американская и австралийская музыка аборигенов иногда также называется доисторической, однако этот термин обычно применяется для европейской музыки. Для доисторической музыки неевропейских континентов зачастую применяются термины фолк-, народная или традиционная музыка.
Флейта — самый древний зафиксированный учёными музыкальный инструмент. Один экземпляр был обнаружен рядом со скульптурами, которые относят ко времени 35–40 тыс. лет до н. э.

### Музыка древнего мира
Доисторическая эра заканчивается с переходом на письменную музыкальную традицию. Следующая эра получила название «музыка древнего мира». Старейшая известная песня, зафиксированная на клинописной табличке, была найдена на раскопках Ниппура, она датируется 2000 г до н. э. Табличка была расшифрована профессором А. Д. Килмер из Университета Беркли, также было продемонстрировано, что она сочинена терциями и использовала пифагоров строй.
Двойные трубы, такие, какие использовали, например, древние греки, и древние волынки, а также обзор древних рисунков на вазах и стенах, и древняя письменность (см., например, «Проблемы» Аристотеля, Книга XIX.12), в которой описана музыкальная техника того времени, указывают на полифонию. Одна трубка в авлосе, вероятно, создавала фон, в то время как другая играла мелодичные пассажи. Инструменты, как например флейта с семью отверстиями и различные виды струнных инструментов были найдены у цивилизации долины Инда.
Упоминания об Индийской классической музыке (марга) могут быть найдены в священных писаниях Ведах. Сама-веда, одна из четырёх вед, подробно описывает музыку. История музыки в Иране (Персии), восходит к доисторической эре. Легендарному великому царю, Джамшиду, приписывают изобретение музыки. Музыку в Иране можно проследить в прошлое до дней эламской империи (2500–644 до н. э.). Отрывочные документы из различных периодов истории страны показывают, что древние персы имели обширную музыкальную культуру. Сасанидский период (226–651 н. э.), в частности, оставил нам множество доказательств, указывающих наличие оживлённой музыкальной жизни в Персии. Имена некоторых важных музыкантов, таких, как Барбад Мервези, Нагиса и Рамтин, а также названия некоторых их работ сохранились.
На стенах пирамид, в древних папирусах, в сборниках «Тексты пирамид» и «Книга мёртвых» есть строки религиозных гимнов. Встречаются «страсти» и «мистерии». Популярным сюжетом были «страсти» Осириса, который ежегодно умирал и воскресал, а также женские песни-плачи над мертвым Осирисом. Исполнение песен могло сопровождаться драматическими сценами.
Музыка играла важную роль в жизни древних египтян. О значении музыки в Древнем Египте говорят настенные рельефы древних египетских храмов и гробниц с изображением музыкантов. Древнейшими музыкальными инструментами египтян были арфа и флейта. В период Нового царства египтяне играли на колоколах, бубнах, барабанах и лирах, импортируемых из Азии. Богатые люди устраивали приёмы с приглашением профессиональных музыкантов.
Считается, что именно в Древней Греции музыка достигла наивысшего расцвета в культуре Древнего мира. Само слово «музыка» имеет древнегреческое происхождение. В Древней Греции впервые была отмечена закономерная связь между высотой звука и числом, открытие которой традиция приписывает Пифагору. Музыка как предмет образования и воспитания и как составляющая общественной жизни имела огромное значение для греков и в целом — для всей позднейшей европейской цивилизации.

### Старинная музыка
Старинная музыка — общий термин, используемый, чтобы описать музыку в европейской классической традиции со времени падения Римской империи в 476 году до конца эпохи барокко в середине XVIII века. Музыка в пределах этого огромного промежутка времени была чрезвычайно разнообразна, охватывая многократные культурные традиции в пределах широкой географической области. У многих культурных групп, из которых средневековая Европа развивалась, уже были музыкальные традиции, о которых немного известно. Объединяющим началом этих культур в Средневековье являлась Римско-католическая церковь, и её музыка служила фокусом для музыкального развития в течение первой тысячи лет этого периода. Светская старинная музыка также сохранилась в большом количестве источников.

#### Музыка Средневековья
Согласно свидетельствам многочисленных старинных документов и художественных изображений музыкальная жизнь периода раннего Средневековья (до 800-х годов н. э.) была довольно богатой и насыщенной. Однако история сохранила до наших дней в основном литургическую музыку римско-католической церкви, значительную часть которой занимает так называемый григорианский хорал, названный по имени Папы Григория I. Современные учёные считают свидетельства о музыкальном вкладе Григория Великого легендой. Большинство же сочинений григорианского хорала в период между вехами деятельности Григория I и Карла Великого принадлежит неизвестным авторам.
В течение IX века произошло несколько важных событий в развитии музыки Средневековья. Во-первых, католическая церковь стала прилагать значительные усилия для унификации различных направлений григорианского хорала и в приведении их всех в рамки григорианской литургии. Вторым важным событием стало появление ранней полифонической музыки: на смену использовавшегося в древние века октавного удвоения (многоголосия) приходит сопровождение церковной мелодии посредством второго голоса, образующего с главным интервалы от унисона до кварты (двухголосный органум, или «диафония»). Третьим и наиболее важным для истории музыки событием стали попытки воссоздания музыкальной нотации, последовавшие по окончании почти пятисотлетнего перерыва изысканий композиторов в данной области. Впервые для записи нот начинают применяться линии и использоваться первые 7 или 15 букв латинского алфавита. Основателем современной музыкальной нотации считается Гвидо Аретинский (умер в 1037 году), который сводит буквенное и невменное нотописание в одну стройную систему.
В период после 1100 года в музыке выделяются несколько школ многоголосной музыки:
- Школа при монастыре Сен-Марсьяль (святого Марциала) характеризовалась наличием одной главной устойчивой темы и быстро движущегося второго голоса в форме двухголосного органума;
- Школа Нотр-Дам, давшая миру высокие образцы многоголосия того времени и ставшая первой школой европейской хоровой полифонии, с её основателями монахами Леонином и Перотином;
- школа города Сантьяго-де-Компостела в провинции Галисия, бывшего в то время центром паломников, странствующих пилигримов и местом работы композиторов многих музыкальных традиций позднего Средневековья, значительная часть работ которых дошла до наших времён в сочинениях Каликстинского кодекса;
- английская школа, музыка которой представлена в наше время в Рукописи Олда Холла и в рукописи, известной под названием «Вустерские фрагменты» («Worcester Fragments»).

Вместе с данными школами церковной музыки существовали и светские направления развития музыки Средневековья, нашедшие своё отражение в многочисленных композициях трубадуров, труверов и миннезингеров. Музыкальные формы и эстетические идеи светских музыкантов того времени дали начало развитию музыки раннего Возрождения, однако сама культура менестрелей была в большой степени уничтожена во время Альбигойского крестового похода в начале XIII века.

## Примеры
| Музыка романтизма Вагнер Валькирия |
| ---------------------------------- |
|                                    |

| Музыка классицизма Моцарт Симфония № 40 |
| --------------------------------------- |
|                                         |

| Музыка барокко Бах Токката и фуга |
| --------------------------------- |
|                                   |

| Музыка эпохи Возрождения де Виктория Amicus meus |
| ------------------------------------------------ |
|                                                  |

| Музыка Средневековья Леонин или Перотин Breves dies hominis |
| ----------------------------------------------------------- |
|                                                             |

| Античная музыка Реконструкция Эпитафия Сейкила |
| ---------------------------------------------- |
|                                                |